# Sinking Island
Sinking Island, französischer Originaltitel L’Île noyée, ist ein Point-and-Click-Adventure von White Birds Productions. Das Spiel spielt auf der fiktiven Malediven-Insel Sagorah Island, auf der es gilt, den Tod des Eigentümers der Insel aufzuklären. Sinking Island wurde im August 2007 auf der Games Convention vorgestellt und am 4. Oktober 2007 für PCs mit dem Betriebssystem Windows veröffentlicht.

## Handlung
Der Spieler spielt Jack Norm, einen Pariser Kommissar, der den Tod des Milliardärs Walter Jones untersuchen soll. Jones, ein in Polen gebürtiger Industrieller, der mittlerweile die maledivische Staatsbürgerschaft besaß, war Eigentümer der Malediven-Insel Sagorah und eines darauf befindlichen, im Art-déco-Stil errichteten Hotels. Zur Eröffnung des Hotels hatte er seine Enkel auf die Insel eingeladen, kam dann aber, möglicherweise durch Fremdeinwirkung, durch Sturz von einer Klippe zu Tode. Zum Zeitpunkt des Todes befanden sich zehn Personen auf der Insel, die alle als Täter in Frage kommen: Jones’ drei Enkel samt Partnern, sein Architekt, sein Anwalt und zwei Einheimische. Während der dreitägigen Ermittlungen versinkt die Insel, bedingt durch ein Unwetter und das enorme Gewicht des überdimensionierten Hotelbaus, langsam im Meer, so dass Norm nur drei Tage für seine Ermittlungen bleiben.

## Spielprinzip und Technik
Sinking Island ist ein sogenanntes 2,5D-Point-and-Click-Adventure. Charaktere, die als dreidimensionale Figurenmodelle erstellt wurden, bewegen sich vor handgezeichneten 2D-Kulissen. Da die Insel, auf der das Spiel spielt, nach und nach im Meer versinkt, sind die Außenareale mit fortschreitender Spielzeit für den Spieler nach und nach nicht mehr zugänglich, während gleichzeitig durch den Spielverlauf im Hotelbau neue Örtlichkeiten freigeschaltet werden. Mit der Maus gibt der Spieler seinem Charakter Jack Norm Aktionsbefehle, bewegt ihn von Ort zu Ort, untersucht die Szenerie, analysiert und kombiniert gefundene Gegenstände sowie Hinweise und Aussagen anderer Charaktere. Für Letzteres steht dem Spieler ein Hilfsmittel zur Verfügung, der Personal Police Assistant, eine Art Minicomputer, in dem Hinweise, Fundstücke und Aussagen kategorisiert werden und kombiniert werden können.
Das Spiel verfügt über zwei Modi. Im „Adventure“-Modus beruht das Fortschreiten der Handlung ausschließlich auf Handlungen des Spielers, so dass dieser keinem Zeitdruck ausgesetzt hat. Im „Real-Time“-Modus schreitet die Handlung auch ohne Zutun des Spielers voran, so dass dieser unter Zeitdruck steht.

## Produktionsnotizen

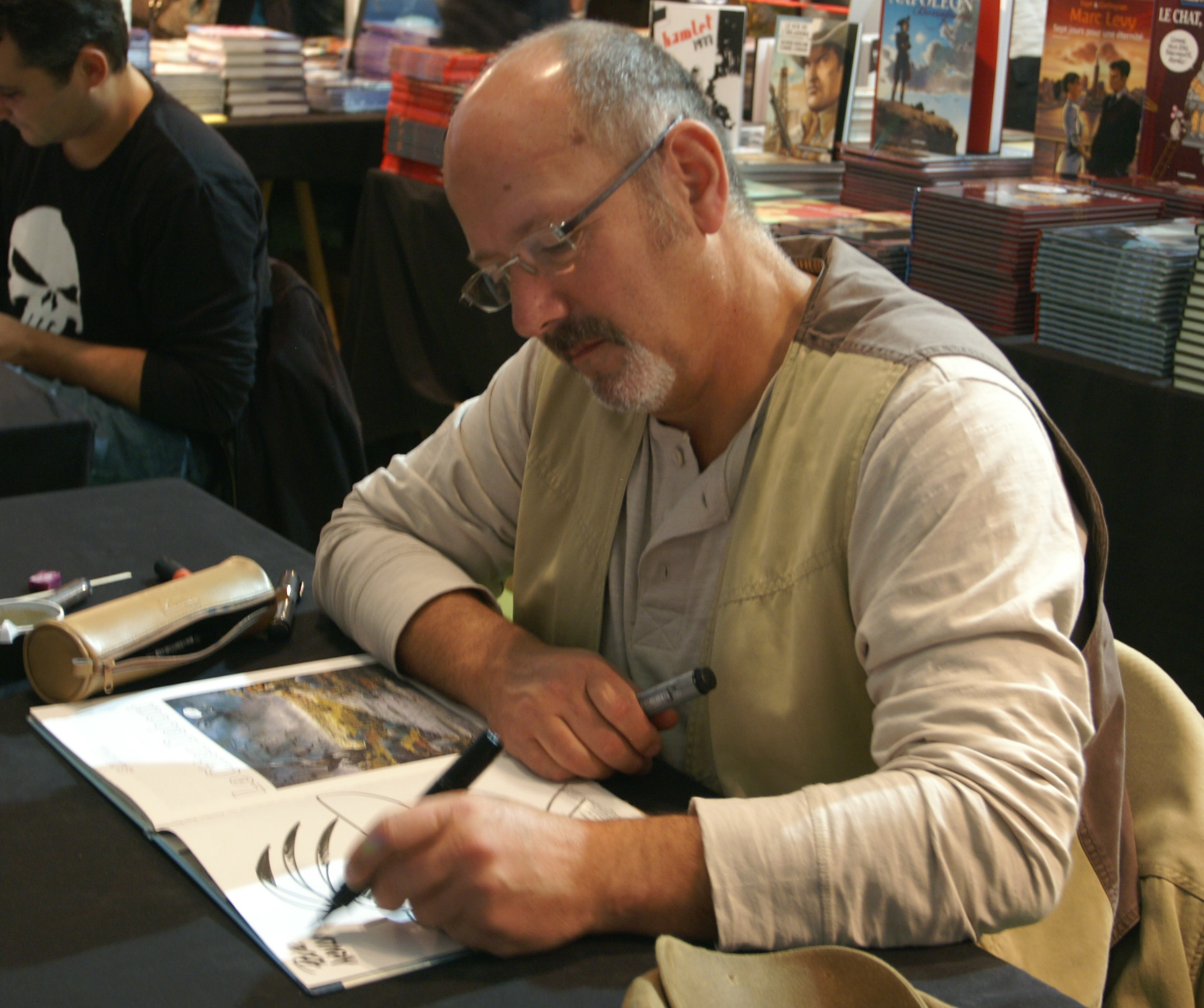
Benoît Sokal (2010)

Autor des Spiels ist Benoît Sokal, ein belgischer Comiczeichner. Dieser hatte 2002 für Microïds die zweiteilige Syberia-Adventurereihe entworfen und später seine eigene Firma White Birds Productions gegründet. Sinking Island ist nach Paradise (2006) das zweite Spiel dieser Firma. Die Veröffentlichung erfolgte zuerst in Frankreich und dann sukzessive in Deutschland und Russland; die Veröffentlichung in Nordamerika erfolgte erst fast ein Jahr später im August 2008. Die Finanzierung des Spiels wurde zum Teil durch das Centre national du cinéma et de l’image animée sowie vom französischen Finanzministerium gefördert. Eine Version für den Nintendo DS war von White Birds angekündigt worden, erschien aber nie.
Sokal hatte 1978 die Figur des Canardo entworfen. Einige Elemente dieser Comicreihe bilden einen Rahmen für Sinking Island, eine Vorgehensweise, die Sokal schon beim Design von Amerzone praktiziert hatte. Der Anstoß zu Sinking Island kam nicht von Sokal selbst, sondern von seinem Kollegen Olivier Fontenay.

## Rezeption
Aus 8 aggregierten Wertungen erzielt Sinking Island auf Metacritic einen Score von 68. Bodo Naser lobte für 4Players die komplexe Story und das Übersicht ins Spiel bringende, technische Hilfsmittel des PPA, kritisierte aber ein zähes und abwechslungsarmes Gameplay sowie langatmige Dialoge. Er wertete, die Art-déco-Umgebung sei „so out wie ein Stummfilm“. Das Fachmagazin Adventure-Treff notierte hingegen eine „stilsichere Optik“ mit Liebe zum Detail insbesondere bei Animationen und Polygonmodellen. Das Magazin hob außerdem die bis zum Schluss spannende Story voller schlüssiger Wendungen positiv hervor, kritisierte aber langatmige Laufwege und eine generelle Rätselarmut. Redakteur Jan Schneider mutmaßte, ein Adventure sei das falsche Medium für die Story, ein Film oder Comic hätte besser funktioniert. Emily Balistrieri gestand Sinking Island für das Spieleportal IGN zu, ein geeignetes Spiel für Amateurdetektive zu sein, die gerne Verdächtige befragen und Hinweise zusammenpuzzeln. Für alle anderen sei das Spiel nicht empfehlenswert, und es sei befriedigender, einen guten Krimi in die Hand zu nehmen.